# 투광경

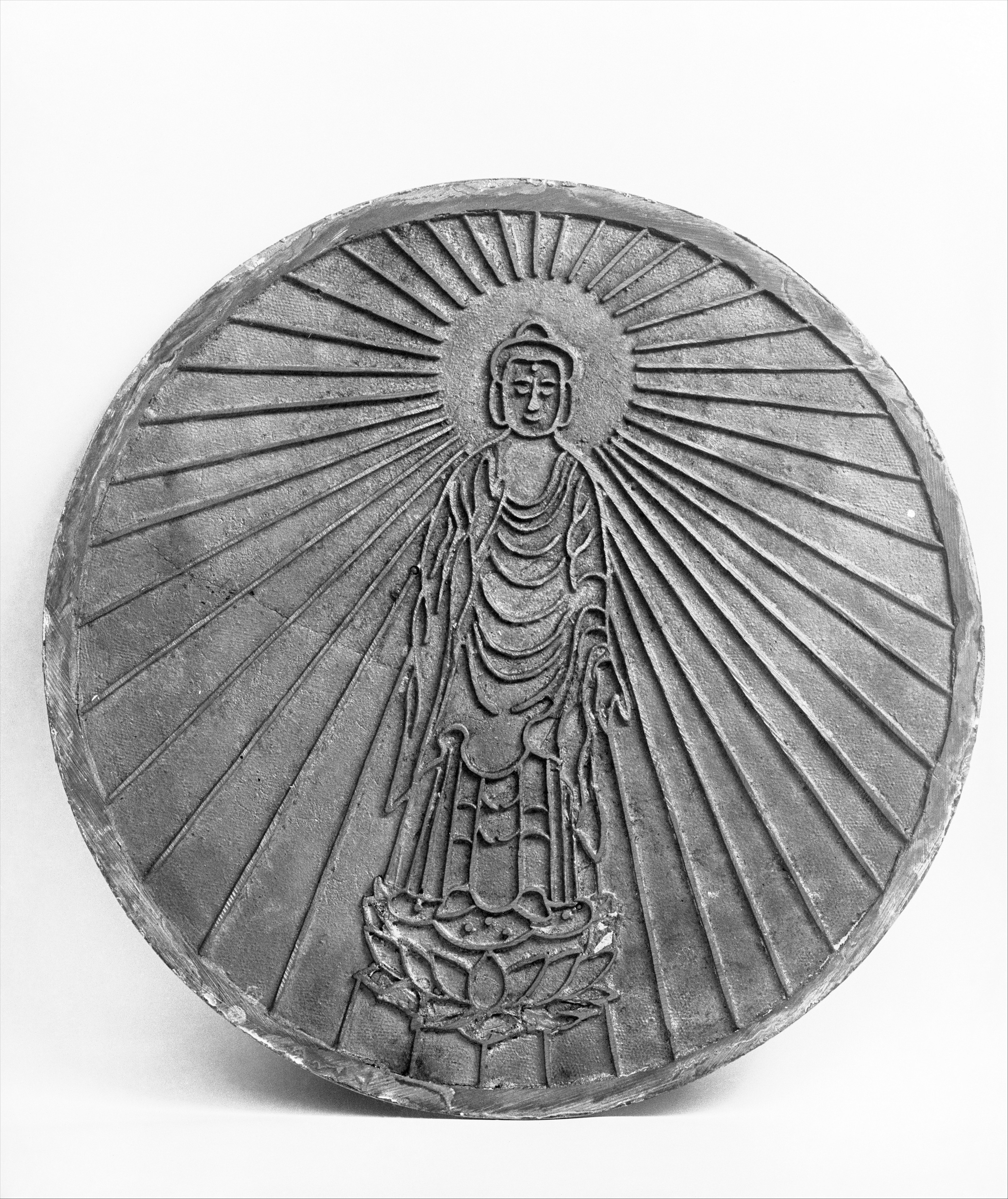
19세기 일본의 아미타불 이미지가 있는 마법의 거울. 이 예에는 부처가 반사된 모습으로만 보일 수 있도록 비문이 새겨진 추가 청동 뒷판이 있다.

투광경(중국어 간체: 透光镜; 정체자: 透光鏡)은 한나라(기원전 206년 – 서기 24년) 기간 동안 존재했지만 최소한 5세기까지 거슬러 올라간다. 이 거울은 단단한 청동으로 만들어졌다. 앞면은 광택을 내서 거울로 사용할 수 있고, 뒷면은 청동으로 주조한 디자인이나 기타 장식이 있다. 햇빛이나 다른 밝은 빛이 거울에 비치면 거울이 투명하게 보인다. 그 빛이 거울에 반사되어 벽에 반사되면 거울 뒷면의 패턴이 벽에 투영된다.
동경은 많은 유라시아 문화의 표준이었지만 대부분의 중국 동경과 마찬가지로 이러한 특성이 부족했다.